# Кек (обогащение)

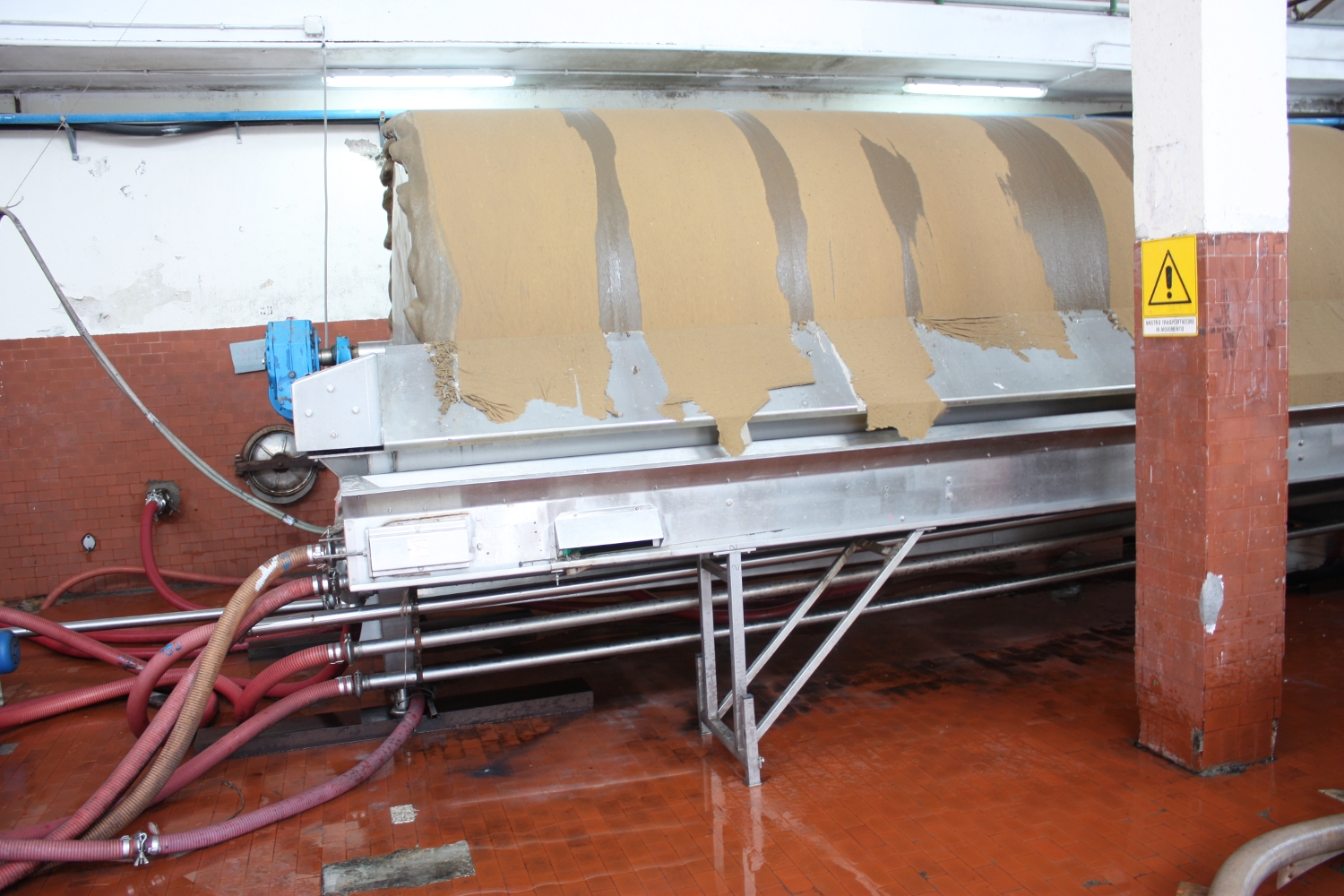
Сход кека с барабанного вакуум-фильтра

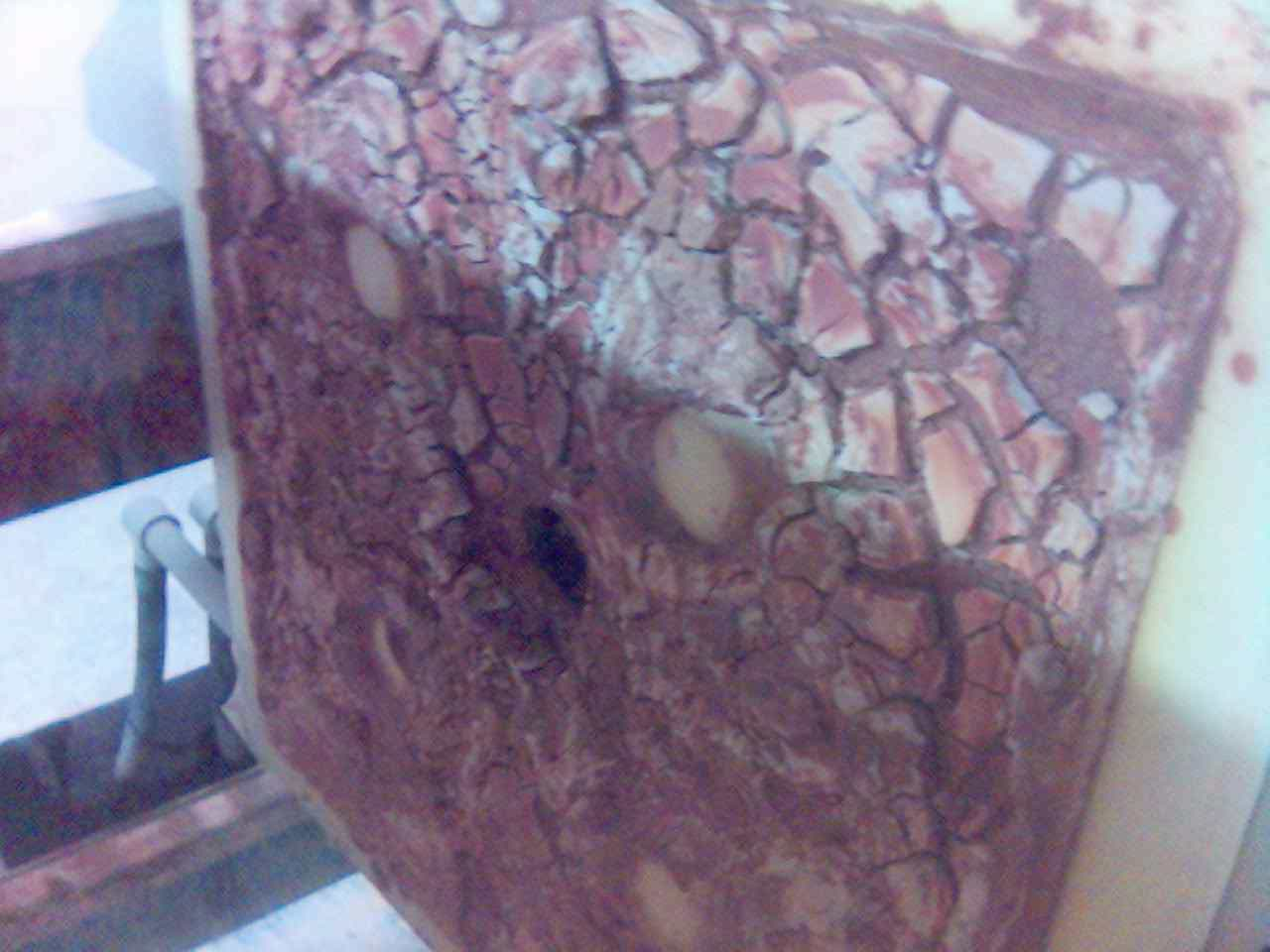
Высохший кек на поверхности пресс-фильтра

Кек (от англ. cake — затвердевать) — продукт фильтрования суспензий, представляющий собой слой твёрдых частиц, остающийся на фильтрующей поверхности агрегата (как правило, пресс-фильтра или вакуум-фильтра). Также кеком называют нерастворимый остаток, являющийся продуктом выщелачивания ценных компонентов из полезного ископаемого или промежуточного продукта его обогащения.
При обогащении полезных ископаемых кек образуется на стороне пористой перегородки фильтра с повышенным давлением. В то время как фильтрат — на стороне с пониженным давлением. Влажность кека составляет от 12 до 20 %.
В процессах обогащения полезных ископаемых кек, как правило, представляет собой концентрат и может являться конечным продуктом. В гидрометаллургических процессах, напротив, в виде кека агрегируются отходы производства. При необходимости дальнейшего обезвоживания кек подвергается сушке.
В процессах производства цинка, свинца, кадмия, индия кек подвергается вельцеванию.